# Krňany
Krňany (Duits: Krinian of Kirnen) is een Tsjechische gemeente in de regio Midden-Bohemen en maakt deel uit van het district Benešov. Het dorp ligt op 18 kilometer afstand van de stad Benešov en op 30 kilometer afstand van Praag.
Krňany telt 500 inwoners (2024).

## Geografie
Krňany ligt aan de samenvloeiing van de rivieren de Moldau en Sázava. De gemeente bestaat uit de volgende plaatsen:
- Krňany;
- Teletín;
- Třebsín.

Verder liggen er wat verspreide huizen en boerderijen in de streek die eveneens tot de gemeente behoren.

## Geschiedenis
De eerste schriftelijke vermelding van het dorp dateert van 1061, toen het dorp door het klooster van Sint-Jan de Doper in Ostrov vermeld werd als Chrynany. In het verleden stond het vooral bekend om de aardbeienteelt, die vervolgens via de rivier de Moldau naar de hoofdstad Praag werden vervoerd.
Tijdens de Tweede Wereldoorlog was het dorp onderdeel van het militaire oefenterrein van de Waffen-SS Benešov. Op 15 september 1942 moesten de inwoners daarom noodgedwongen hun huizen verlaten.
Sinds 1996 maakt Krňany deel uit van het district Benešov.

## Voorzieningen
Er zijn een dorpscafé en voetbalveld in het dorp.

## Verkeer en vervoer

### Autowegen
De regionale weg II/106 loopt door de gemeente en verbindt Krňany met Štěchovice, Kamenný Přívoz, Týnec nad Sázavou en Benešov. 

### Spoorlijnen
Er is geen station in de gemeente. Het dichtstbijzijnde station is in Kamenný Přívoz, op zo'n zes kilometer afstand. Dat station ligt aan spoorlijn 210 Praag - Vrané nad Vltavou - Jílové u Prahy - Týnec nad Sázavou - Čerčany. Het vervoer op de lijn begon in 1897.

### Buslijnen
Er zijn zeven bushaltes in de gemeente:
| Halte                   | Lijn | Traject             | Vervoerder   |
| ----------------------- | ---- | ------------------- | ------------ |
| Krňany, Bytovky         | 438  | Benešov - Hradištko | CŠAD Benešov |
| Krňany, Obec            | 438  | Benešov - Hradištko | CŠAD Benešov |
| Krňany, Rozchod Třebsín | 438  | Benešov - Hradištko | CŠAD Benešov |
| Krňany, Slapnice        | 438  | Benešov - Hradištko | CŠAD Benešov |
| Krňany, Teletín         | 438  | Benešov - Hradištko | CŠAD Benešov |
| Krňany, Závist          | 438  | Benešov - Hradištko | CŠAD Benešov |
| Krňany, U Křížku        | 438  | Benešov - Hradištko | CŠAD Benešov |

### Wandelroutes
Er lopen vier wandelroutes door de gemeente:
- Rood: Davle - Kamenný Přívoz - Prosečnice - Horní Požáry - Dolní Požáry - Čerčany;
- Geel: Třebsín - Jablonná;
- Blauw: Žampach - Třebsín - Štěchovice;
- Groen: Pod Třebsínem – Třebsín – Medník – Pikovice.

## Bezienswaardigheden
- Dorpskapel

## Galerij

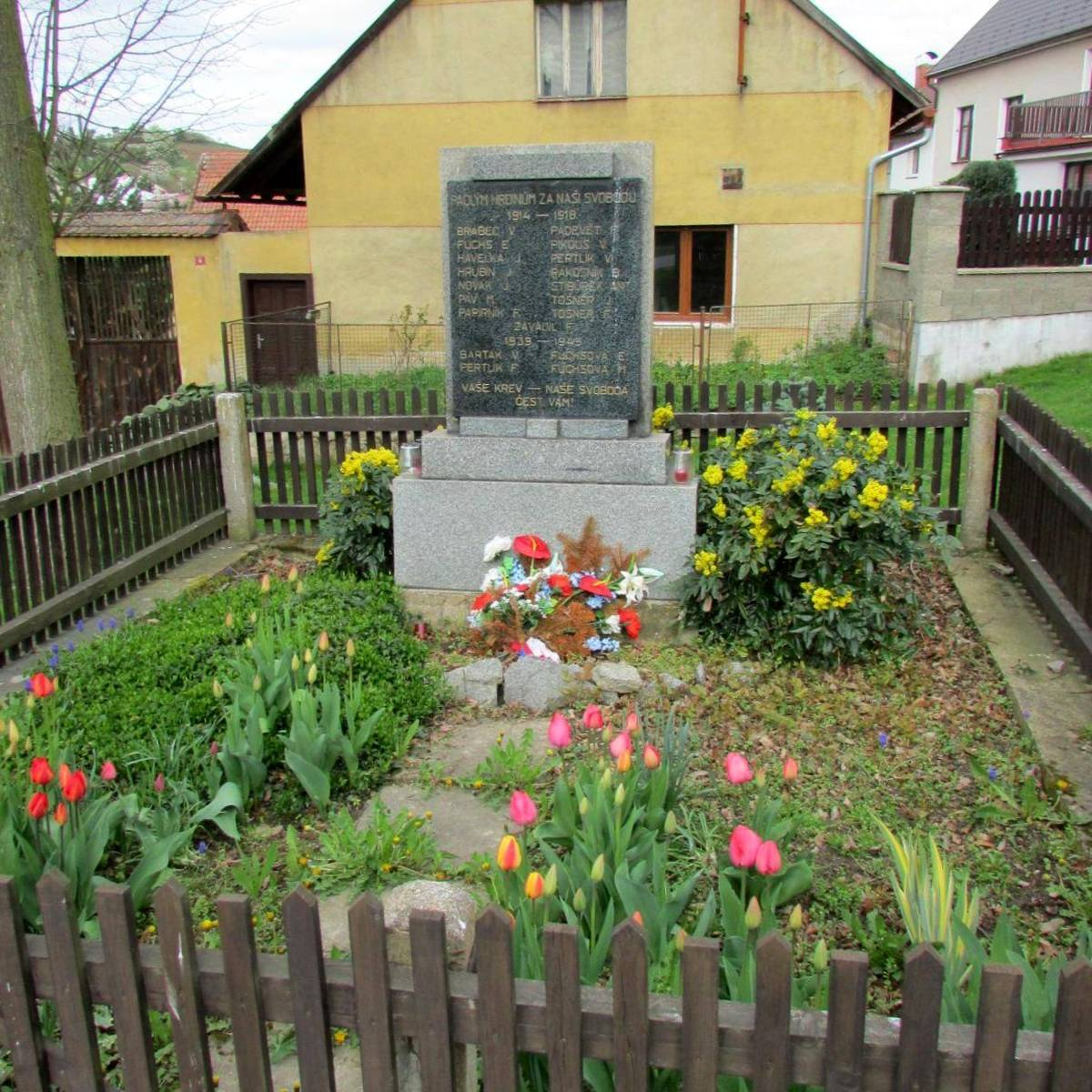
Oorlogsmonument (2021)
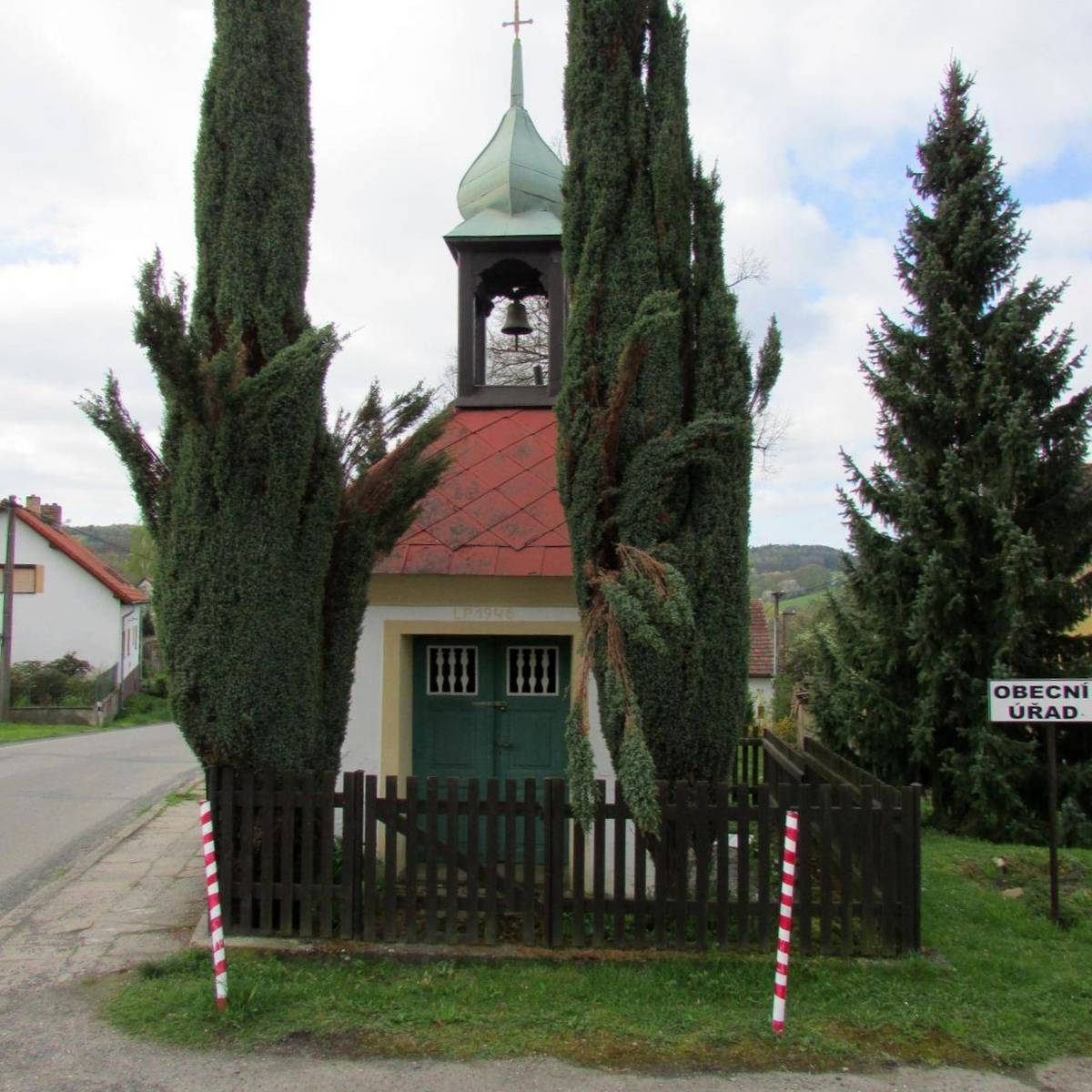
Dorpskapel (2021)
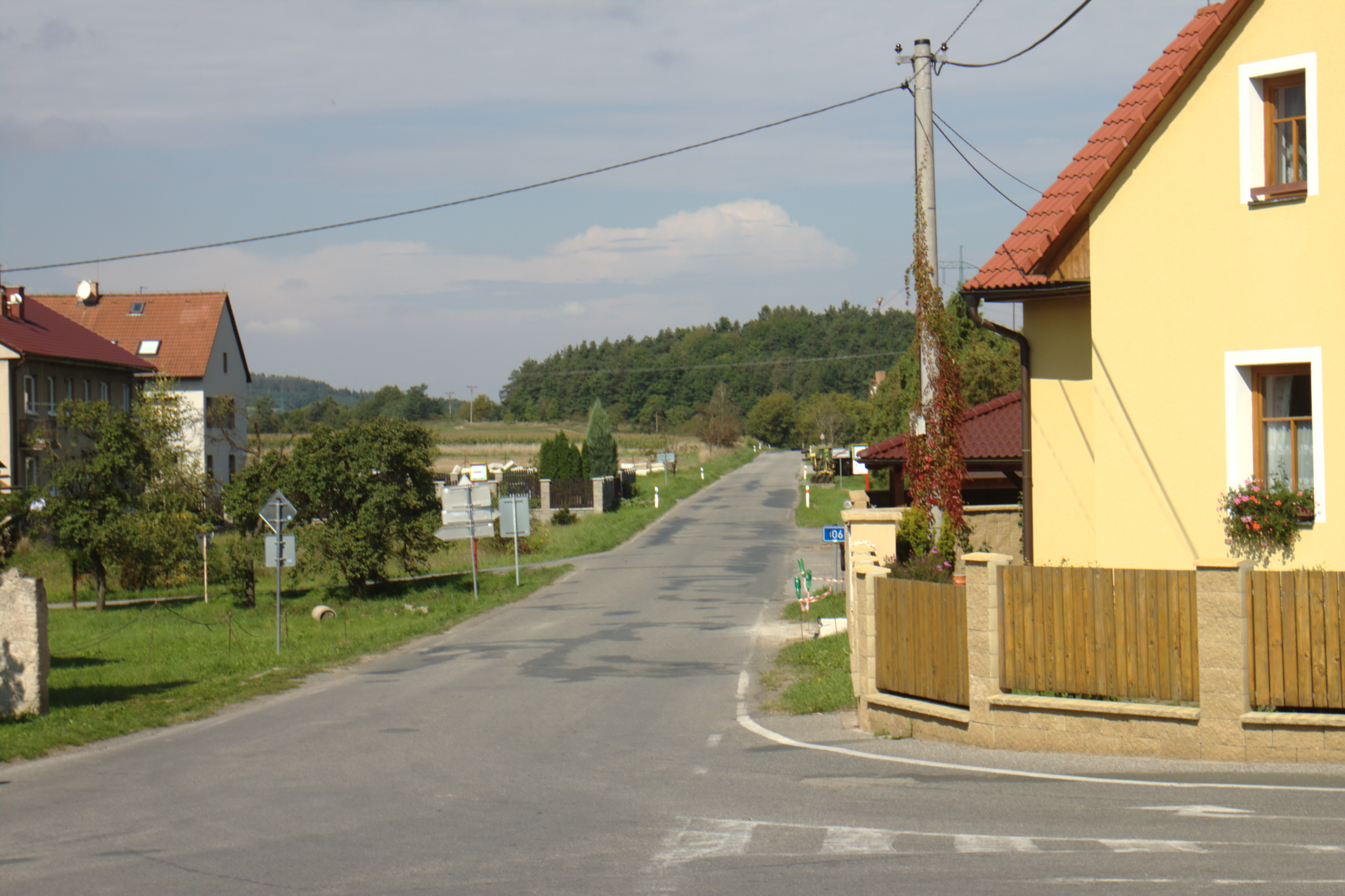
Kruispunt in het dorp (2014)
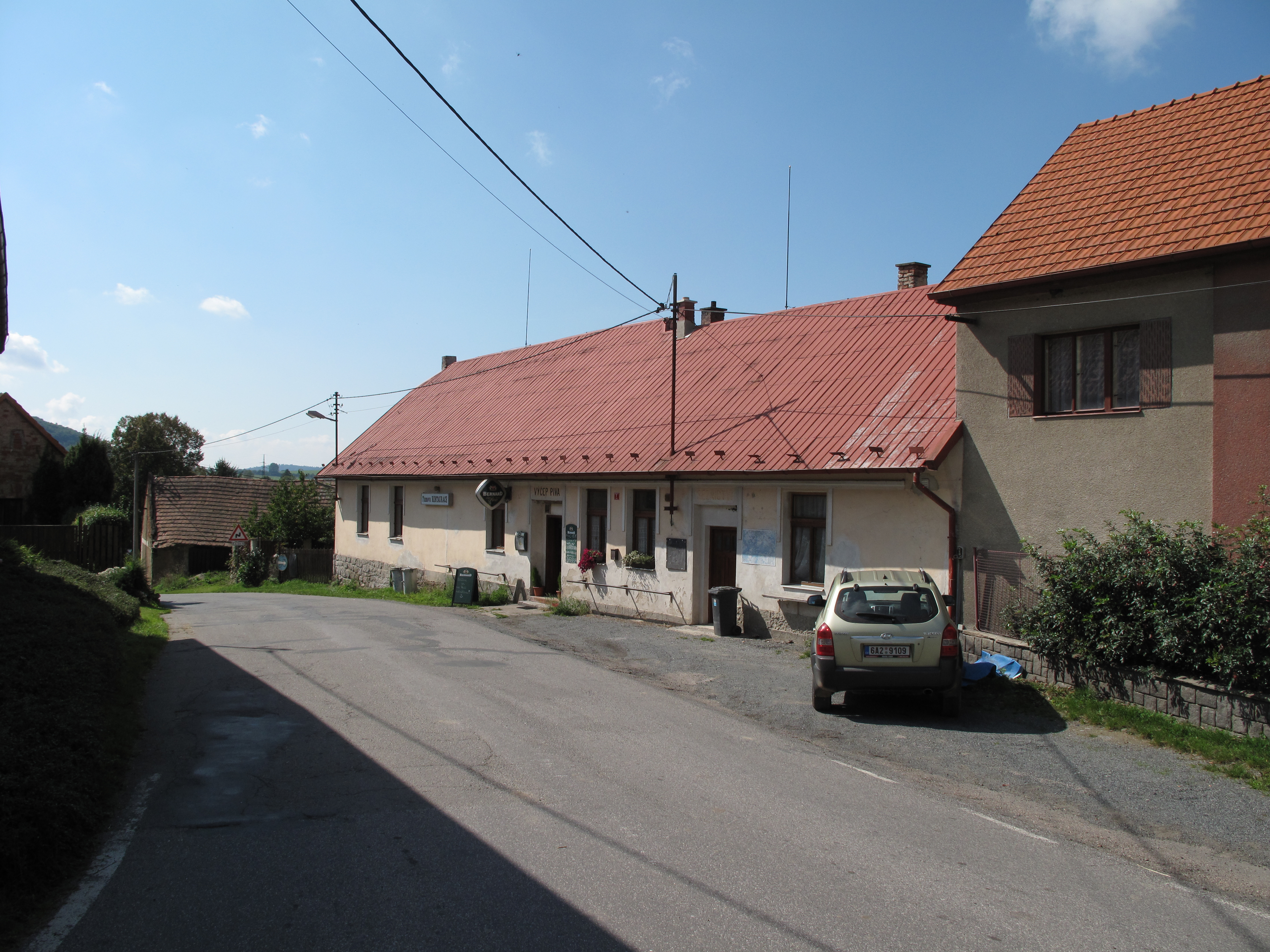
Dorpscafé (2014)
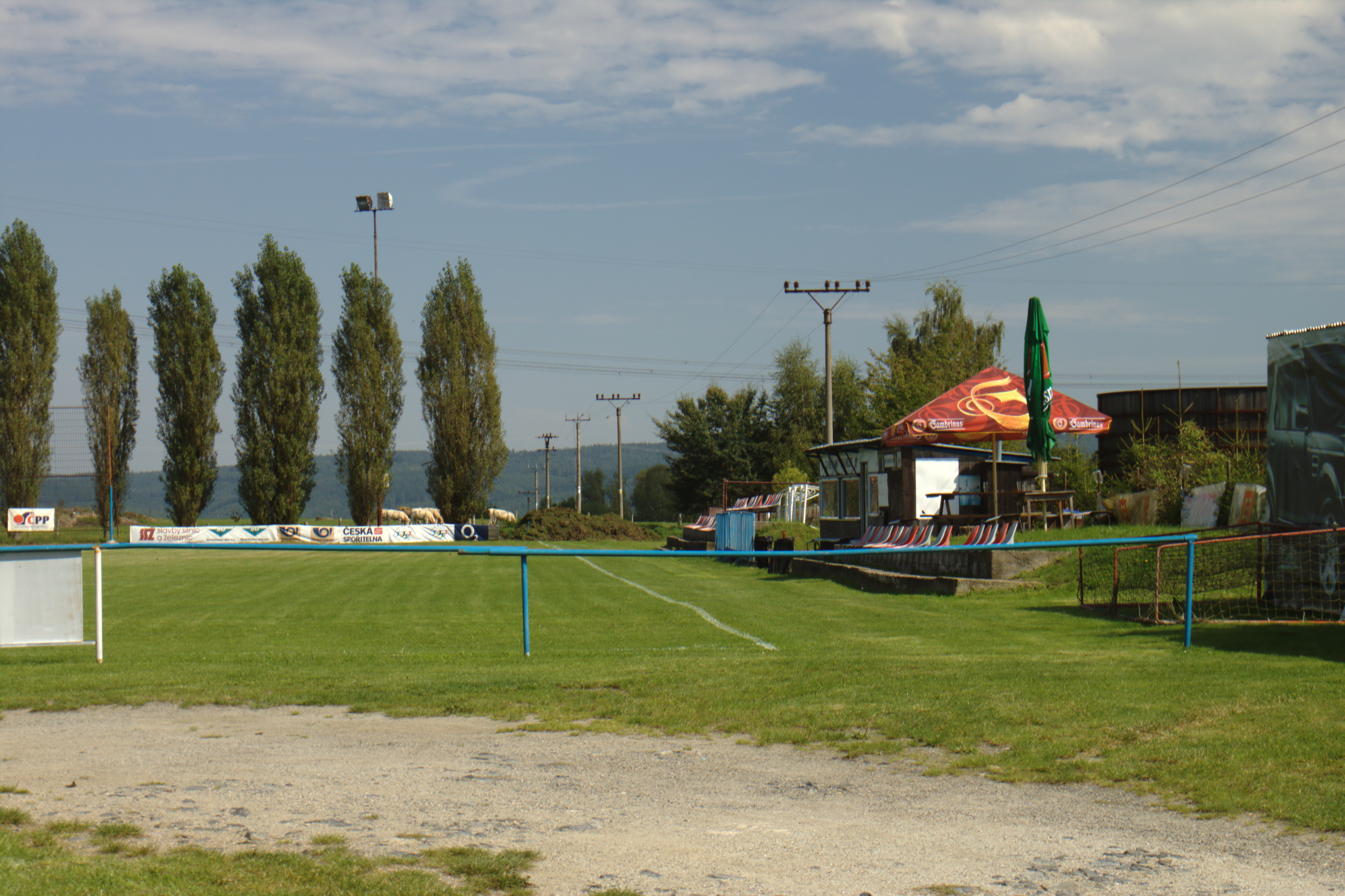
Voetbalveld (2014)
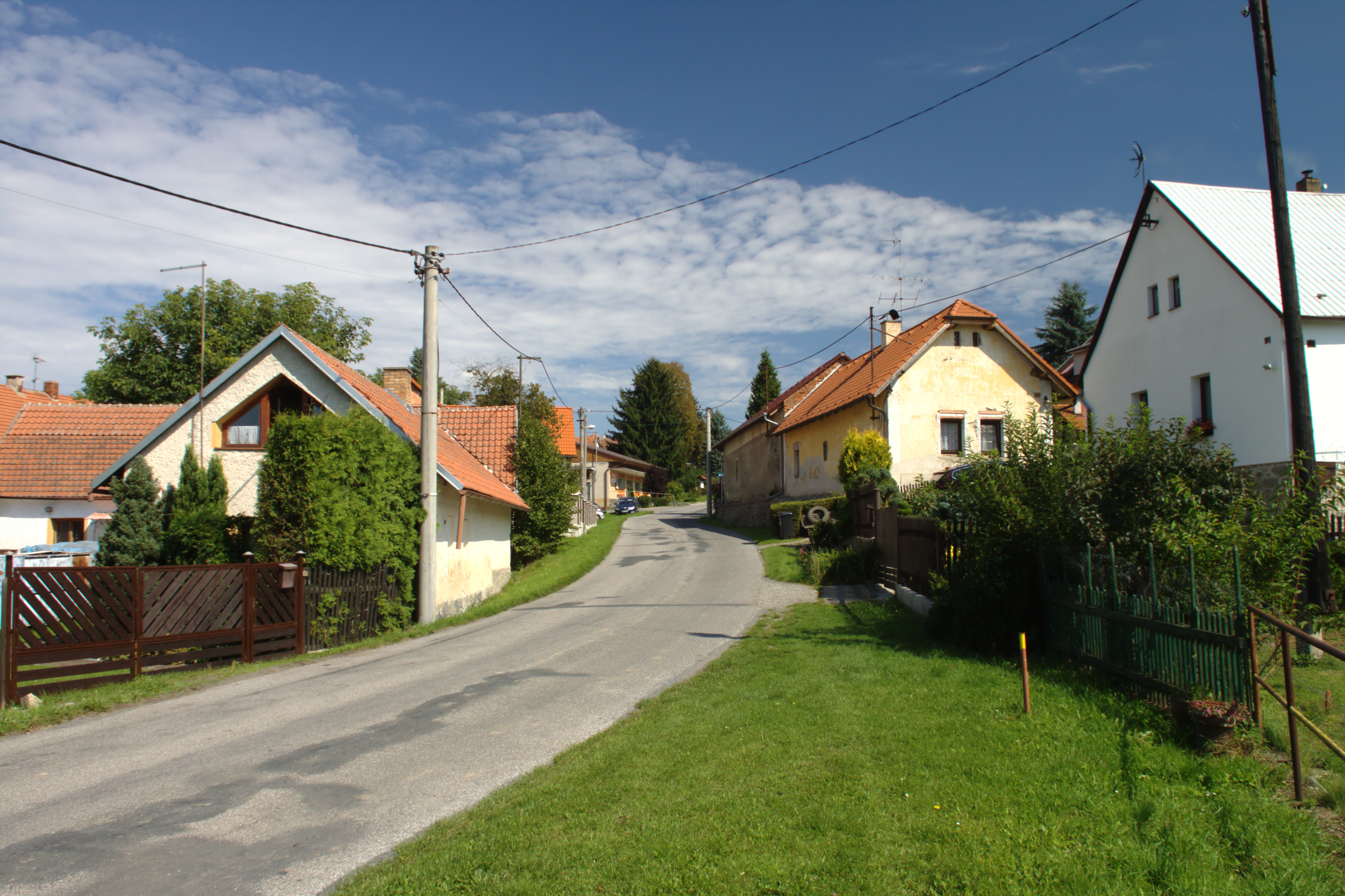
Huizen in het dorp (2014)